# Норт-Аполло (Пенсільванія)
Норт-Аполло (англ. North Apollo) — місто (англ. borough) в США, в окрузі Армстронг штату Пенсільванія. Населення — 1252 особи (2020).

## Географія
Норт-Аполло розташований за координатами 40°35′38″ пн. ш. 79°33′24″ зх. д. / 40.59389° пн. ш. 79.55667° зх. д. (40.593808, -79.556616).  За даними Бюро перепису населення США в 2010 році місто мало площу 1,55 км², з яких 1,41 км² — суходіл та 0,14 км² — водойми.

## Демографія
Згідно з переписом 2010 року, у селищі мешкало 1297 осіб у 544 домогосподарствах у складі 377 родин. Густота населення становила 837 осіб/км².  Було 602 помешкання (388/км²).
Расовий склад населення:
| - 96,1 % — білих - 1,6 % — чорних або афроамериканців - 0,3 % — азіатів |

До двох чи більше рас належало 1,6 %. Частка іспаномовних становила 0,8 % від усіх жителів.
За віковим діапазоном населення розподілялося таким чином: 21,0 % — особи молодші 18 років, 61,5 % — особи у віці 18—64 років, 17,5 % — особи у віці 65 років та старші. Медіана віку мешканця становила 44,5 року. На 100 осіб жіночої статі у селищі припадало 95,9 чоловіків;  на 100 жінок у віці від 18 років та старших — 92,7 чоловіків також старших 18 років.
Середній дохід на одне домашнє господарство  становив 60 493 долари США (медіана — 47 344), а середній дохід на одну сім'ю — 69 363 долари (медіана — 60 852). Медіана доходів становила 42 500 доларів для чоловіків та 35 385 доларів для жінок. За межею бідності перебувало 14,6 % осіб, у тому числі 24,7 % дітей у віці до 18 років та 16,2 % осіб у віці 65 років та старших.
Цивільне працевлаштоване населення становило 630 осіб. Основні галузі зайнятості: освіта, охорона здоров'я та соціальна допомога — 27,1 %, виробництво — 20,2 %, роздрібна торгівля — 13,7 %, будівництво — 8,4 %.